# Tashi Dorji
Tashi Dorji né le 3 octobre 1981, est un homme politique bhoutanais qui est l'actuel président du Conseil national. Il est membre du Conseil national du Bhoutan depuis mai 2018  Auparavant, il était membre du Conseil national du Bhoutan de 2013 à 2018. Il est le plus jeune président de la Chambre haute du Bhoutan.
Il a été élu président du Conseil national en obtenant 11 votes sur un total de 25 votes suffrages exprimés et a battu l'honorable Lhatu  et l'honorable Nima.